# ITVBe
ITVBe je britská bezplatná televizní stanice, která se zaměřuje na ženské publikum. Je vlastněna společností ITV Digital Channels Ltd, divizí ITV plc. Stanice zahájila vysílání 8. října 2014.  

## Program
ITVBe se zaměřuje na ženské publikum. Od 9.00 do 12.00 vysílá dopolední blok LittleBe, určený dětem od 2 do 6 let. Vysílá ale také pořady jako jsou FYI Daily, The Kandi Factory nebo Mob wives. Nejsledovanější serial na této stanici je The Only Way Is Essex.

## Verze stanice
ITVBe má také HD verzi a verzi s jednohodinovým časovým posunem (tj. +1). Obě verze byly spuštěny na televizních obrazovkách v roce 2014.